# Неслухняна мама
«Неслухняна мама» (рос. Непослушная мама) — радянський анімаційний фільм 1989 року Творчого об'єднання художньої мультиплікації студії Київнаукфільм, автор сценарію і режисер — Тадеуш Павленко.

## Сюжет
За мотивами вірша Алана Мілна. Про нетипову, а від того і комічну ситуацію, коли син змушений контролювати розсіяну маму, допомагати їй і невпинно нагадувати про те, що вилетіло у неї з голови.

## Над фільмом працювали
- Автор сценарію і кінорежисер: Тадеуш Павленко;
- Художник-постановник: Ганна Лапа;
- Композитор: Яків Лапинський;
- Кінооператор: Анатолій Гаврилов;
- Звукооператор: Ігор Погон;
- Художники-мультиплікатори: Наталя Зурабова, Ніна Чурилова;
- Асистенти: О. Малова, Н. Мякота, Яків Петрушанський, М. Чернерко, Ольга Раєнок;
- Монтаж: Юна Срібницька;
- Редактор: Євген Назаренко;
- Директор знімальної групи: Іван Мазепа.

### Ролі озвучили:
- Віктор Андрієнко;
- Володимир Задніпровський;
- Вадим Тупчій.